# 穆罕默德·叶夫洛耶夫

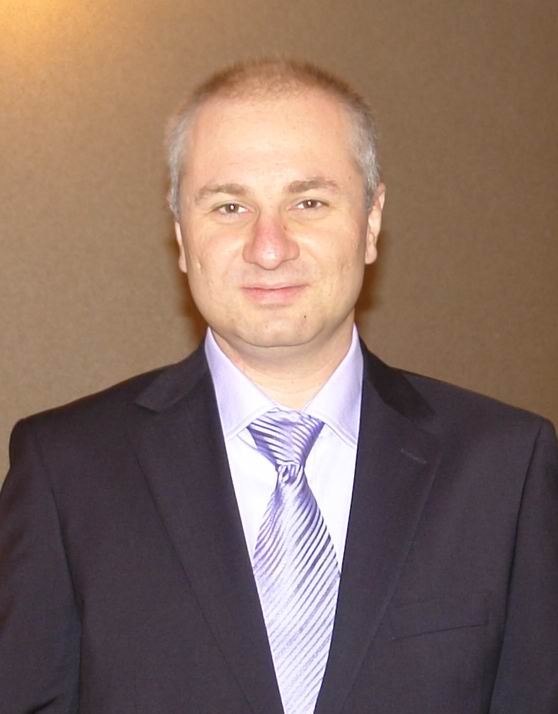
Евлоев М.Я.

穆罕默德·叶夫洛耶夫（俄语：Магомед Яхьявич Евлоев，羅馬化：Magomed Yakhyаvich Evloev，1971年—2008年8月31日），俄羅斯印古什著名記者，異見人士。叶夫洛耶夫是「印古什亚」网站（ingushetiaya.ru）的创始人，經常對印古什當局和印古什共和國總統穆拉特·查基科夫提出嚴厲批評。其網站也揭露了俄羅斯安全部隊在印古什的惡行。
2008年8月31日，叶夫洛耶夫在纳兹兰机场时被俄羅斯警方逮捕并在拘留過程中被警方開槍擊斃。俄警方聲稱是因為在押送過程中叶夫洛耶夫突然襲擊警方并試圖搶槍，警方開槍擊中其頭部。有傳言說叶夫洛耶夫遇害之前已經知道自己的危險，打算到歐盟國家尋求政治庇護。

## 外部連結
- （俄文） 穆罕默德·叶夫洛耶夫生平簡介 （页面存档备份，存于）. Kavkaz-Uzel.
- （俄文） Ingushetiya.ru 官方網站
- （俄文） Ingushetiya.ru 資料存盤
- （英文） Ingushetiya.ru 英文版博客 （页面存档备份，存于）